# Ноар ха-гваот
«Ноар ха-гваот» (ивр. נוער הגבעות‎ — «Молодёжь холмов», «Молодёжь высот») — название правоэкстремистских групп религиозно-национальной молодёжи в Израиле, которые основывают несанкционированные поселения на Западном берегу.
«Молодёжь холмов» часто противостоит израильскому истеблишменту и Совету поселений, иногда причастна к атакам «таг мехир».
Обычно представители «Ноар ха-гваот» живут в форпостах; часто в коммунах или общинах под лидерством авторитетов вроде Иври Рана, Меира Братлера или Итая Зара. Обычно носят длинные пейсы и бороду и большие кипы. Многие работают пастухами или обрабатывают землю.
Общины «Ноар ха-гваот» неоднородны и иногда сильно отличаются друг от друга.
В 2011 году министры, полиция, Цахаль и Шабак рекомендовали главе правительства объявить «Ноар ха-гваот» террористической организацией.